# Владимировка (Волоконовский район)
Владимировка — хутор в Волоконовском районе Белгородской области России. В составе Голофеевского сельского поселения.

## География
Хутор расположен в юго-восточной части Белгородской области, на правом берегу малой реки под названием Голофеевский Сазан (бассейн реки Оскола), в 12 км по прямой к юго-юго-востоку от районного центра Волоконовки.

## Население
| 2002 | 2010 |
| ---- | ---- |
| 81   | ↘72  |